# Maraudeur (voilier)
Pour les articles homonymes, voir Maraudeurs.
Le Maraudeur est une classe de petit dériveur lesté, équipée d'un rouf facilement transportable, de production essentiellement française, permettant de faire des promenades à la journée et des régates sur des eaux intérieures ou côtières.

## Historique
Il a été construit en série à partir d'août 1958 sur un plan de Jean-Jacques Herbulot.
Voilier économique, il était vendu en 1965 au Bazar de l'Hôtel de Ville pour 5 000 F, voiles comprises.
Son foc sur enrouleur lui permettait d'être homologué en cinquième catégorie.
L'ouvrage Nouveau Cours des Glénans (éd.1979) en donnait la description suivante :
« Le Maraudeur est un dériveur lesté, à coque en forme, en matière plastique, gréé en sloop. Il est ponté sur les 3/5e de sa longueur et possède un rouf abritant deux couchettes… C'est un bateau rapide, remontant bien au vent, insubmersible, son cockpit est auto videur… Un équipage sportif et ne craignant pas la vie rustique peut l'emmener n'importe où et se livrer grâce à lui, sur des plans d'eau intérieurs ou sur les mers, à un vagabondage formidable. »
Polyvalent, c'est aussi bien un bateau de camping côtier que de régates.

## Classe et évolution
Le Maraudeur est une classe de navires dont les caractéristiques communes sont définies par sa jauge .
Il a été dessiné par Jean Jacques Herbulot à partir d'un dériveur léger non lesté, le flibustier , datant de 1957 dont il réemploie l'excellent dessin de carène, avec un franc-bord légèrement augmenté, un pontage et une mini cabine . 
Le procédé initial de construction est, pour des raisons de compromis coût-efficacité, un mélange de plusieurs techniques: La jonction entre les fonds et les flancs (bouchain arrondi) est en bois moulé, technique noble et coûteuse permettant des surfaces à double courbure très profilées. Les fonds de coque et les  bordés de flanc, au dessus des bouchains sont en contreplaqué ployé (simple courbure) pour l'économie, ainsi que le pontage. Le petit rouf en quart de sphère est moulé en polyester, technique alors révolutionnaire qu'on hésite  à employer pour la coque. 
Le Maraudeur est considéré (pour les lendemains de la 2° G.M. où on se contentait de peu) comme un bateau habitable (de nos jours le terme serait à mettre entre guillemets), avec un programme de camping côtier (la seconde édition du cours des Glénans déconseille cependant , avec juste raison, un usage en véritable croisière côtière, pour laquelle le Corsaire, autre dessin à succès d'Herbulot, alors conseiller technique des Glénans, est donné pour plus adapté) . Sans hauteur sous barrots, le maraudeur s'adresse avant tout à des jeunes couples sportifs et imprégnés de l'esprit spartiate des Glénans.
Ces formes permettront ultérieurement de passer à la construction tout polyester moyennant adaptation pour le pontage car le polyester simple couche (dit monolithique) se prête mal au surfaces plates à fortes contraintes (nécessité de passer au sandwich mousse polyuréthane /  polyester.)
D'une part, cette formalisation a permis à ce bateau de durer et d'évoluer dans un cadre précis. Ainsi, le Maraudeur a pu suivre l'évolution des matériaux : bois (contreplaqué), bois-plastique (contreplaqué-résine) et plastique (fibre de verre-polyester) et des formes (mode, réduction de coût en fonction des époques et des constructeurs). Il a de ce fait été construit par différents chantiers navals (constructeurs). En 50 ans, quelque 2 500 Maraudeurs (surnommés « Marauds ») sont sortis des chantiers Naviking, Spair, Gallois, CNL et Jyplast. En 2009, la fabrication a été reprise par le chantier ACB (Atelier composite de la Baie) à Saint-Pol-de-Léon. Le premier exemplaire — identique à celui que proposait Jyplast — a été exposé au Nautic 2008, porte de Versailles.
D'autre part, la jauge et le dynamisme de son association sportive permet à ce bateau de participer à des compétitions sportives (au sein de la FFV) entre navires de même classe ou avec d'autres grâce notamment au calcul du temps compensé (cf. jauge et handicap).
Le symbole de classe du Maraudeur est une clef noire (la proverbiale "clef des champs", symbole de liberté , d'évasion et de camping côtier sauvage) apposée de chaque côté de la grande-voile.

## Un navire historique
Le cinquantenaire du bateau a eu lieu en 2008, sur le lac de Vouglans (Jura), à l'occasion du National, rassemblement annuel de la série. Plus de trente équipages avaient fait le déplacement.
Le soixantenaire, en 2018 donc, avait lieu sur le même lac de Vouglans. Toujours organisé par l'AS Maraudeur, il voyait l'arrivée du premier exemplaire de la nouvelle version : le Maraudeur CI.

### Le Maraudeur C.I.
L'AS Maraudeur a demandé à l'architecte François Vivier, bien connu dans le domaine des voiliers dits "de tradition" : 
- de mettre à jour les plans de coque du Maraudeur à partir des plans d'origine de J.J. Herbulot,
- de les adapter en vue de permettre une construction amateur, dite aussi « construction individuelle » (d'où le nom de "C.I."),
- et de faire en sorte que ce nouveau modèle respecte les normes européennes en vigueur en 2018.

Une étude poussée de la flottabilité -- mise en place de volume de mousse --  et une nouvelle conception du roof et du cockpit, auto-videur bien entendu, ont donné lieu à un plan destiné aux amateurs.
Ce plan est la propriété de l'AS Maraudeur. Numérisé, il peut être téléchargé directement auprès de l'architecte et est prévu pour une construction en contreplaqué assemblé par joints époxy.
Ainsi fût construit "Désiré", le premier de cette nouvelle version, présenté lors du soixantenaire de la série.
Le nouveau roof, jugé très réussi sur le plan esthétique[Par qui ?], a aussi été adapté par le chantier ACB qui a réalisé une version plastique très appréciée[Par qui ?].